# Tiago Ronaldo
Tiago Alexandre Carvalho Gonçalves, mais conhecido como Tiago Ronaldo, (Loures, 28 de Dezembro de 1989) é um futebolista português. Joga habitualmente a médio.
No final da época 2008/2009 o Vitória de Guimarães anunciou ambos não haviam chegado a acordo para renovação do contrato, ficando desta forma Tiago um jogador livre. Dias depois assinou pelo Standard de Liège, do campeonado belga.